# كريس جاكوبس (محامي)
كريس جاكوبس (بالإنجليزية: Christopher Jacobs)‏ هو محامي أمريكي، ولد في 1967 في بوفالو في الولايات المتحدة.

## وصلات خارجية
- الموقع الرسمي